# Municipio de Flat Butte
El municipio de Flat Butte (en inglés: Flat Butte Township) es un municipio ubicado en el condado de Pennington en el estado estadounidense de Dakota del Sur. En el año 2010 tenía una población de 12 habitantes y una densidad poblacional de 0,13 personas por km².

## Geografía
El municipio de Flat Butte se encuentra ubicado en las coordenadas 43°52′10″N 102°6′3″O / 43.86944, -102.10083. Según la Oficina del Censo de los Estados Unidos, el municipio tiene una superficie total de 92.61 km², de la cual 91,87 km² corresponden a tierra firme y (0,8 %) 0,74 km² es agua.

## Demografía
Según el censo de 2010, había 12 personas residiendo en el municipio de Flat Butte. La densidad de población era de 0,13 hab./km². De los 12 habitantes, el municipio de Flat Butte estaba compuesto por el 100 % blancos. Del total de la población el 0 % eran hispanos o latinos de cualquier raza.